# لويس ريد
لويس ريد (بالإنجليزية: Louis Reed) (25 يوليو 1997 بشفيلد في المملكة المتحدة - ) هو لاعب كرة قدم بريطاني في مركز الوسط. شارك مع منتخب إنجلترا تحت 18 سنة لكرة القدم ومنتخب إنجلترا تحت 19 سنة لكرة القدم. أما مع النوادي، فقد لعب مع شيفيلد يونايتد.

## وصلات خارجية
- لويس ريد على موقع قاعدة بيانات كرة القدم.إي يو (الإنجليزية)
- لويس ريد على موقع Soccerbase.com (لاعب) (الإنجليزية)